# Jutholmsvraket

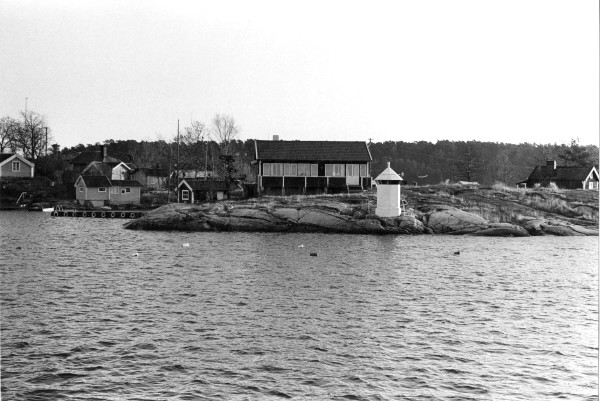
Jutholmsvraket utmärkt med bojar, 1967.

Jutholmsvraket är resterna efter ett oidentifierat handelsfartyg från 1600-talet, som ligger på 13 meters djup utanför Jutholmens fyr strax öster om Dalarö i Stockholms södra skärgård. Fartyget som varit på väg utomlands och lastat med tjära, ved och stångjärn förliste kring år 1700. En del av lasten bärgades direkt efter skeppsbrottet medan övriga lämningar fick ligga kvar. 
Vraket är ett välbevarat, tremastat flöjtskepp. Däcket är borta men det 24 meter långa och 6 meter breda skrovet som är helt intakt upptäcktes 1965 av Sven-Olof Johansson och utgrävningar genomfördes 1970–1974. Ombord hittades då bland annat kritpipor, knappar, kanonkulor, mynt solur och flaskor. För att hjälpa till att hålla samman skrovet installerades dragstag av stål. En däcksritning av Lennart Eriksson finns på Sjöhistoriska museet. En del av vrakfynden är utställda på Dalarö museum, nu inrymt i före detta Tullhuset.
Dykning på platsen är tillåten med godkänd guide.